# 南譙区
南譙区（なんしょう-く）は中華人民共和国安徽省滁州市に位置する市轄区。

## 行政区画
- 街道:竜蟠街道、同楽街道、銀花街道、大王街道
- 鎮:烏衣鎮、沙河鎮、章広鎮、黄泥崗鎮、珠竜鎮、大柳鎮、腰鋪鎮、施集鎮